# Yann-Ber Piriou
Pour les articles homonymes, voir Piriou.
Yann-Ber Piriou est un poète et un écrivain français né en 1937 à Lannion (Côtes-d'Armor). Spécialiste de la littérature bretonne, il est professeur émérite à l'université de Rennes 2 et chercheur associé au Centre de recherche bretonne et celtique (CRBC). Il a mené une carrière universitaire importante, tout en étant un des poètes les plus représentatifs de sa génération.

## Histoire
Né en 1937 à Lannion, en Bretagne, Yann-Ber Piriou passe une partie de son enfance dans la ferme de sa grand-mère à Ploumilliau. Puis il suit ses parents à Nouméa en Nouvelle-Calédonie où sa mère continuera à lui parler breton. Il fait ses études au lycée Lapérouse, dans le quartier de l'Artillerie, et rencontre des hommes comme Maurice Leenhardt et Jean Guiart, ethnologues des Kanaks. Il commence à écrire pour Radio-Nouméa et le journal La France australe.
C’est à Paris, puis à Rennes qu’il fait ses études supérieures, en lettres et en anglais, tout en suivant les cours de celtique dès le début des années soixante. Après une année passée comme assistant à Aberdâr au pays de Galles, et après avoir enseigné quelque temps à l’université de Brest, il est ensuite professeur certifié d’anglais en collège à partir de 1972 (à Perros-Guirec puis Lannion). Après un doctorat d’État en celtique sur la « littérature perdue » de langue bretonne au Moyen Âge, passé en 1982 sous la direction du professeur Léon Fleuriot, il est nommé maître-assistant puis professeur de langues celtiques à l’université Rennes 2 Haute-Bretagne de 1984 jusqu'à sa retraite en 2002. Il est aujourd'hui professeur émérite à l'université de Rennes 2 et chercheur associé au Centre de recherche bretonne et celtique (CRBC).

## Travail littéraire
Spécialiste de la littérature bretonne, tant ancienne que moderne, Yann-Ber Piriou a vu son renom rapidement déborder le cadre des lettrés bretonnants,. Après un article sur « Vingt ans de littérature bretonne » paru dans Le Monde en 1968, il publie en 1971 une anthologie bilingue chez Pierre Jean Oswald qui est, selon le linguiste et écrivain Francis Favereau, l'éditeur « du meilleur de la poésie contemporaine à l’époque ». Le titre de cette anthologie est d'ailleurs resté emblématique : Défense de cracher par terre et de parler breton. Piriou y explique son choix de poésie militante de 1950 à 1970 dans une longue et minutieuse préface qui, toujours selon Francis Favereau, « reste une des meilleures approches de la problématique culturelle qui entoure la littérature de langue bretonne depuis des siècles »,. Il publiera plus tard Ar mallozhioù ruz (1974) et Kestell traezh evit kezeg ar mor (2001). Plusieurs textes du poète breton seront par ailleurs traduits en anglais, en gallois, en néerlandais et en catalan.
Yann-Ber Piriou s'intéresse particulièrement à la littérature « perdue », celle qui a donné naissance à ce que les universitaires appellent aujourd'hui « la matière de Bretagne ». Il se penche aussi sur la littérature orale et réalise de nombreuses recherches sur la gwerz, ce qui l'amènera à devenir l'un des spécialistes d'Anatole Le Braz qui fut l'un de ses prédécesseurs à l'université de Rennes. Yann-Ber Piriou publie de nombreuses chroniques littéraires dans Les Lettres françaises, Le Peuple breton, Al Liamm ou encore Klask,. Il écrit des essais et des études comme l'important article de synthèse intitulé Usage spontané et usage littéraire du breton et paru en 1973 dans la revue Les Temps modernes, dirigée par Jean-Paul Sartre.
L'écrivain commence à publier en breton dès 1957 dans la rubrique Pajenn ar re yaouank (« la page des jeunes ») de la revue Al Liamm. Interrogé en mars 1977 sur le fait d'écrire en breton, il explique que chaque peuple doit créer dans sa propre langue, en évitant deux travers : celui de produire des œuvres systématiquement tournées vers le passé ou d'imaginer un futur trop utopique.
En 1986, les « Rencontres poétiques internationales de Saint-Malo » décernent à Yann-Ber Piriou le prix Imram « pour l’ensemble de son œuvre et son action en faveur de la langue bretonne ». En 2002, l'Association des écrivains bretons lui décerne le Grand prix des écrivains bretons de la Fondation Yves Rocher pour Kestell traezh evit kezeg ar mor (« Châteaux de sable pour les chevaux de la mer »). L'ouvrage est accompagné d'un CD sur lequel l'auteur récite ses poésies, sur un fonds musical composé par le pianiste Didier Squiban.

## Engagement politique
En 1954, en Nouvelle-Calédonie, Yann-Ber Piriou publie deux articles dans le quotidien La France australe — « Les Bretons et la Nouvelle-Calédonie » et « Une âme qui ne veut pas mourir » — dans lesquels il s’élève contre la situation faite à la langue bretonne. De son long séjour dans l'archipel océanien, il rapporte une aversion profonde pour le racisme et le colonialisme.
Revenu en Bretagne, Piriou devient — comme Erwan Evenou, Paol Keineg ou Sten Kidna — une des figures marquantes de la nouvelle tendance « kleiz ha Breizh » (gauche et Bretagne) du mouvement breton qui va marquer, à partir d’une position anticolonialiste et progressiste qui s’est cristallisée lors de la guerre d’Algérie, la fin des années 1960 et les années 1970. Son militantisme l'amène à devenir en 1964 l'un des cofondateurs de l'Union démocratique bretonne (UDB). Piriou déclare en 1977 que l'écrivain doit être en prise sur son époque. À côté des thèmes de la Bretagne et de sa situation économique et sociale, le poète trégorrois aborde dans ses textes des sujets comme la guerre du Viêt Nam, le racisme ou encore les Noirs aux États-Unis.

## Publications

### Essais
- Yann-Ber Piriou, Au-delà de la légende... Anatole Le Braz, Rennes, Terre de Brume, 1999
- Yann-Ber Piriou, Il était une voix... Anatole Le Braz, Rennes, Apogée, 1995
- (br + fr) Yann-Ber Piriou, Défense de cracher par terre et de parler breton : poèmes de combat, 1950-1970, Honfleur, Pierre Jean Oswald (PJO) (réimpr. 1973) (1re éd. 1971), 167 p., 18 cm

### Études
- Yann-Ber Piriou, « Six articles », dans Dictionnaire du patrimoine breton, Rennes, Terre de Brume, 2000
- Yann-Ber Piriou, « Les Seiz Breur et la littérature », dans Ar Seiz Breur, Rennes, Terre de Brume, 2000
- Yann-Ber Piriou (dir.), « La littérature de langue bretonne au XXe siècle : Les œuvres et les thèmes des dernières générations », dans Histoire littéraire et culturelle de la Bretagne, vol. 3 : L'invasion profane : de la IIIe à la IVe République, Paris, Honoré Champion, 1987, 426 p., 26,5 × 20,5 cm (ISBN 285203042X), p. 241
- Yann-Ber Piriou, Contribution à une histoire de la littérature bretonne perdue, coll. « Thèse dactylographiée », 1982
- Yann-Ber Piriou (dir.), « Usage spontané et usage littéraire du breton », dans Les Temps modernes, Minorités nationales en France, Les Presses d'aujourd'hui (no 324-325-326), 1er août 1973, 542 p., 13,5 × 21,5 cm (présentation en ligne), p. 195-212
- (br) Yann-Ber Piriou, « Barzhed er gorventenn : arnodskrid war varzhoniezh Aljeria (Poètes dans la tourmente : essai sur la poésie d’Algérie) », dans Al Liamm (no 88), septembre-octobre 1961 (ISSN 0024-1733)

### Recueils de poésie
- (br) Yann-Ber Piriou et Didier Squiban (musique), Kestell-traezh evit kezeg ar mor, Morlaix, Skol Vreizh, 2002, 168 p., 15 × 21 cm + 1 CD (présentation en ligne)
- (br) Yann-Ber Piriou, Ar mallozhioù ruz, Honfleur, Pierre Jean Oswald (PJO), 1974

### Préfaces
- Yann-Ber Piriou, « Jean Conan ou la passion de l'écriture », dans Jean Conan, Les aventures de Jean Conan / Avanturio ar citoien Jean Conan, Skol Vreizh, 1990, 326 p., 21 × 29,7 cm (ISBN 2-903313-30-X), p. 6-26
- (br) Fañch Peru (préf. Yann-Ber Piriou), Glizarc'hant, Skol Vreizh, 1988, 136 p., 12 × 18,5 cm (présentation en ligne)

## Interprétations

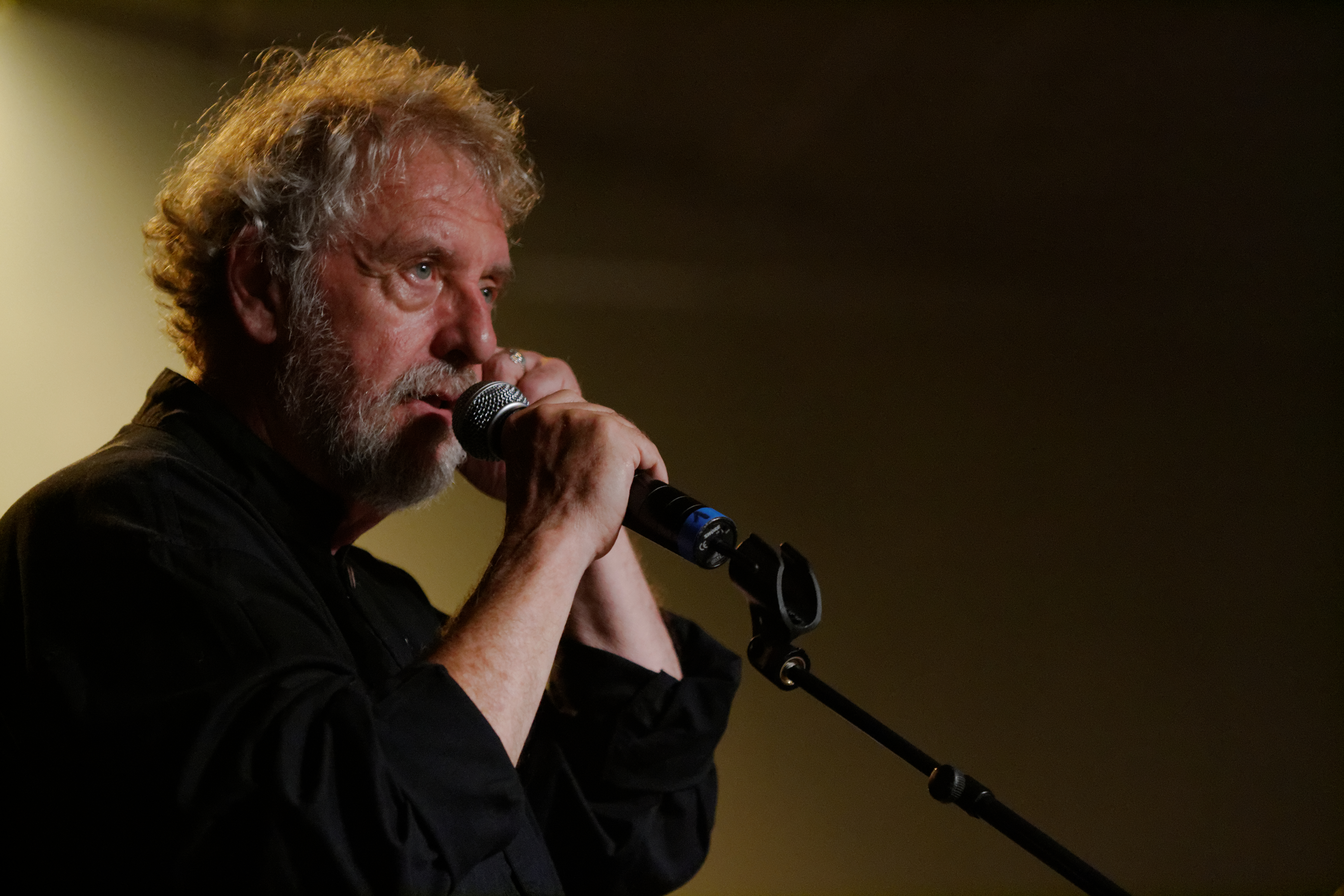
Le chanteur Gilles Servat a mis en musique le poème « Trugarekadenn ».

Les poèmes de Yann-Ber Piriou sont mis en musique par de multiples artistes comme Gweltaz, Manu Lann Huel, Annie Ebrel ou le groupe Gwalarn. C'est aussi le cas de Gilles Servat qui interprète « Trugarekadenn » sur l'album Ki du (1973), une chanson à propos de laquelle le journaliste et écrivain Xavier Grall notera : « Des paroles comme des pierres. Des phrases comme des slogans ». Le chanteur et multi-instrumentiste Alan Stivell interprète quant à lui « Planedenn » et « Ne bado ket atao » sur l'album E Langonned (1974), « Ar chas doñv'yelo da ouez » sur Trema'n Inis : Vers l'île (1976) et « Ever (A-viskoazh ha da viken) » sur l'album 1 Douar (1998). Il y a par ailleurs plusieurs textes du poète trégorrois mis en chansons dans l’anthologie de Philippe Durand, Breizh hiziv : anthologie de la chanson en Bretagne (1976), par exemple « Piv zo mestr? » ou « Diaspora ».

## Pour approfondir